# Соколов Андрій Миколайович

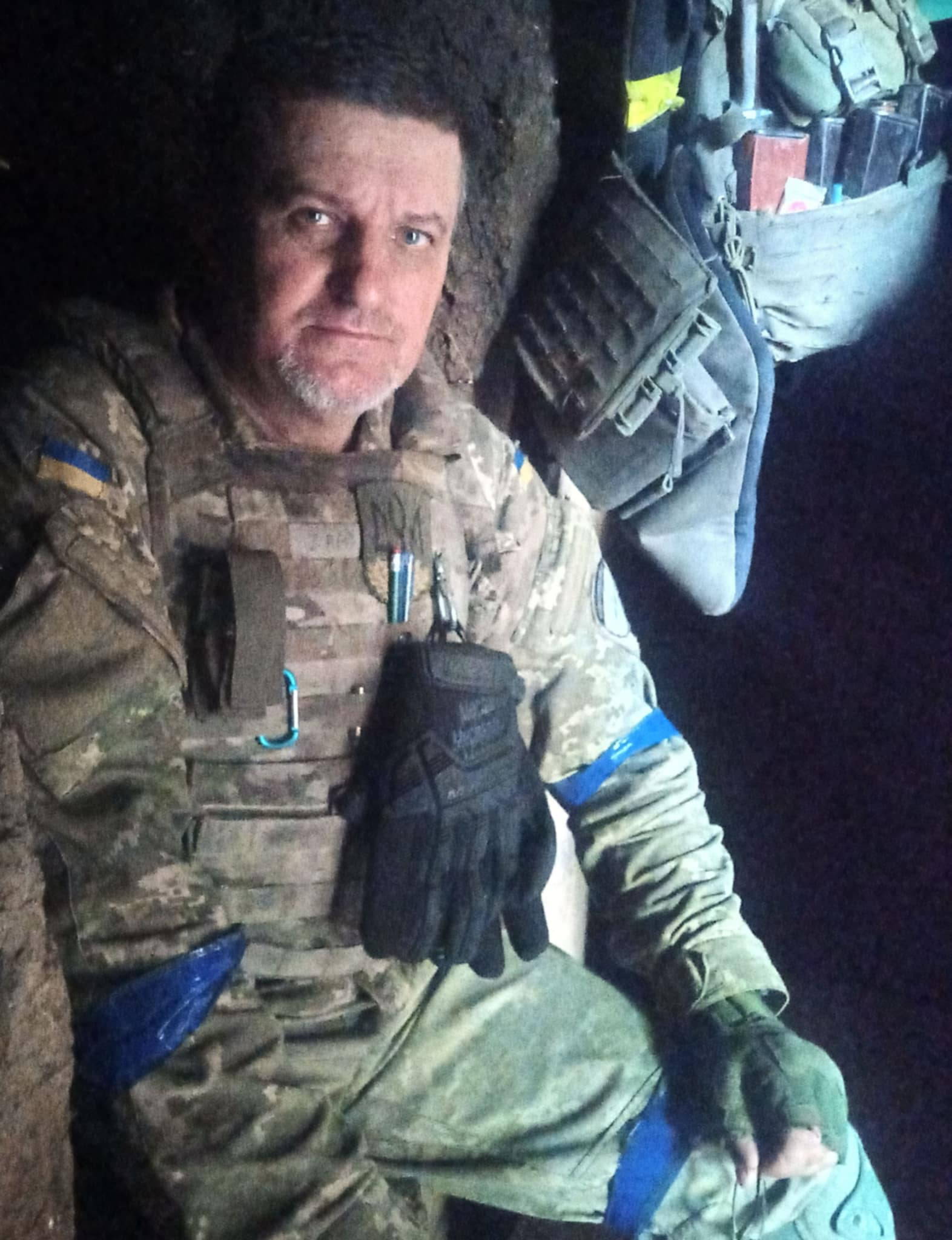
Андрій Соколов під час бойових дій на Донеччині

Соколов Андрій Миколайович —  громадський діяч, комендант народного спротиву часів Майдану Гідності 2014 року, який вперше очолив групу людей для захоплення приміщення Львівської обласної державної адміністрації, що стало поштовхом для масових захоплень приміщень владних структур України у січні-лютому 2014 року. Захоплення Львівської обласної державної адміністрації
Це стало однією з вагомих причин повалення влади президента Януковича . https://zaxid.net/komendant_sprotivu_poprosiv_v_oblradi_zaynyati_primishhennya_loda_n1301352
Співзасновник Спілки Незалежної Української Молоді у 1989 році.
Голова ради Вільної профспілки освіти та науки Львівщини та голова президії Конфедерації вільних профспілок Львівщини, на даний період військовослужбовець збройних сил України.

## Життєпис
Народився 24 липня 1966 року, с. Терновка, Пензенського р-ну, Пензенської обл., РСФСР. 
У 1981 закінчив Ходорівську восьмирічну школу номер 3.
1985 року закінчив Бурштинський енергетичний технікум, згодом, 1997 року, Львівський державний університет ім. Івана Франка за спеціальністю «правознавство».
Громадську роботу розпочав 1988 року, відразу після служби в армії. З 1989 року член Українського гельсінської спілки, учасник установчих зборів і один із засновників Спілки незалежної української молоді (СНУМ), що пізніше затвердила назву Спілка української молоді в Україні (СУМ в Україні), де перебуває по сьогоднішній день. Обіймав керівні посади у СНУМ-СУМ — заступник голови СНУМ Львівської області, голова Крайового суду СУМ в Україні.

1990 року був учасником з'їзду зі створення першої некомуністичної партії в Україні — Української республіканської партії (УРП). 

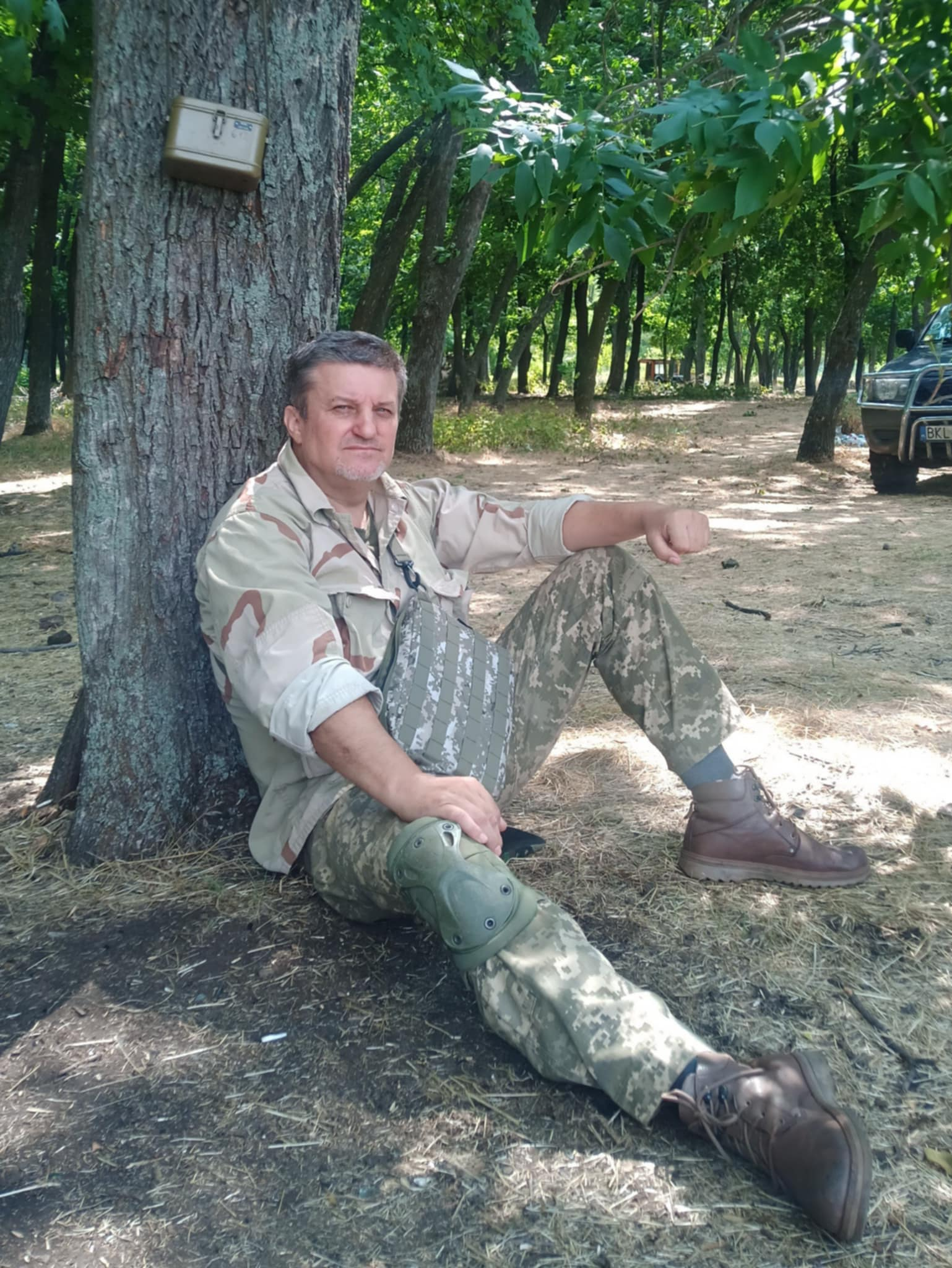
Перепочинок на ротації

Організовував та брав участь у багатьох акціях боротьби з комуністичною диктатурою з метою відновлення української державності.
1990 року був обраний депутатом Львівської міської ради першого демократичного скликання. 2005 року, був обраний членом Львівського міського виконавчого комітету від громадськості міста.
З середини 90-х років і по сьогодні бере участь у створенні й поширенні організацій незалежного профспілкового руху. Є головою ради Вільної профспілки освіти і науки Львівщини та головою президії Конфедерації вільних профспілок Львівщини.https://www.ukr.net/news/details/kyiv/26890783.html
Нагороджений почесними грамотами Львівської міської ради, Львівської обласної ради та Львівської обласної державної адміністрації. 
Брав активну участь у громадському житті Львівщини, був членом громадських рад при облдержадміністрації, Львівської міської ради.https://www.pravda.com.ua/columns/2012/11/28/6978357/

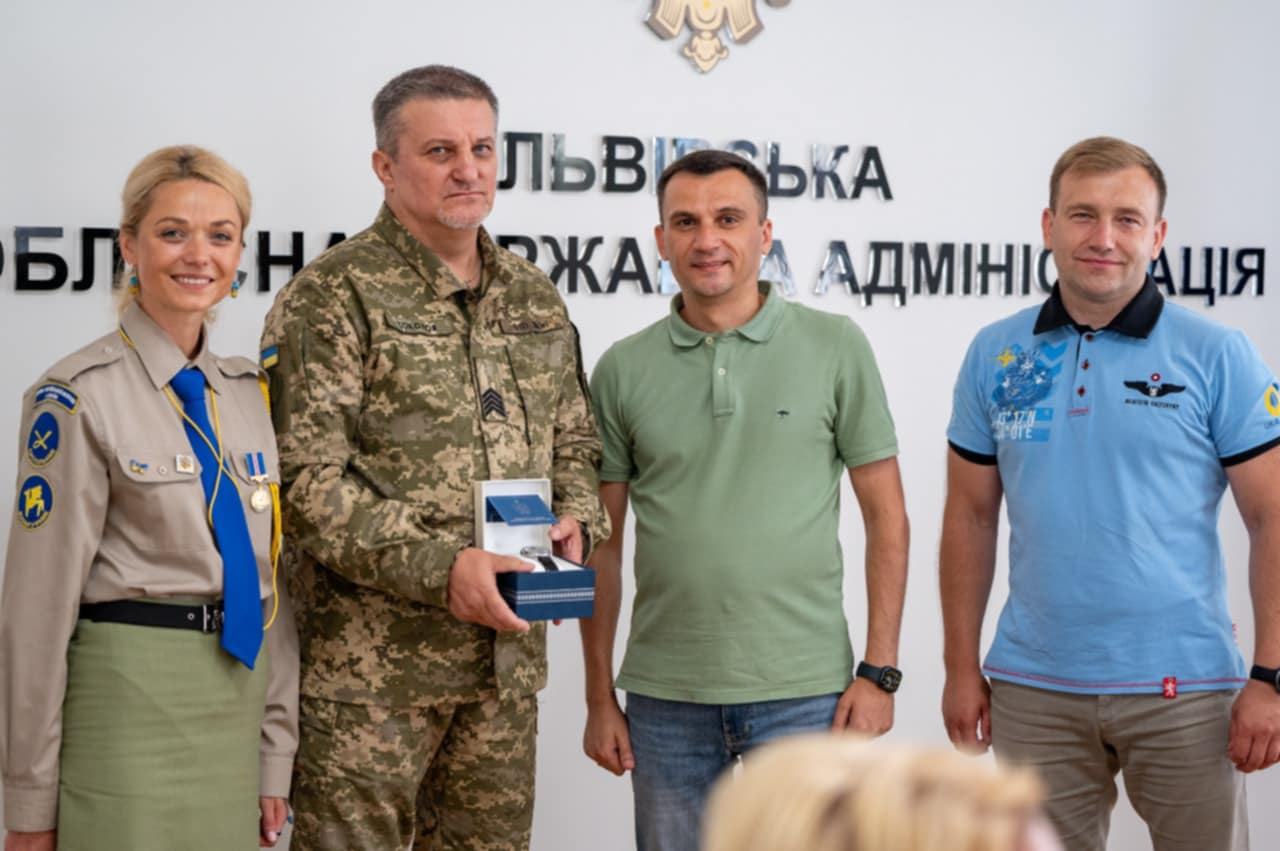
Вручення нагороди ЛОДА

Активно діяв під час усіх політичних процесів в Україні, зокрема у час «Помаранчевої революції» та «Революції гідності». Був комендантом Львівської ОДА під час подій у січні-лютому 2014 року. https://www.pravda.com.ua/news/2004/10/23/3003480/

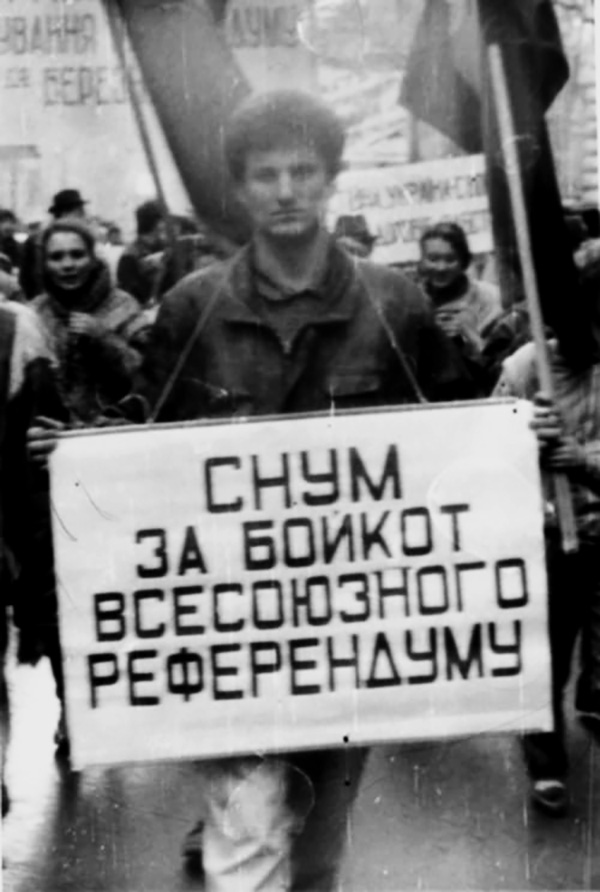
СНУМ демонстрація

Тричі був помічником-референтом народних депутатів Степана Хмари, Михайла Волинця, Олега Канівця.

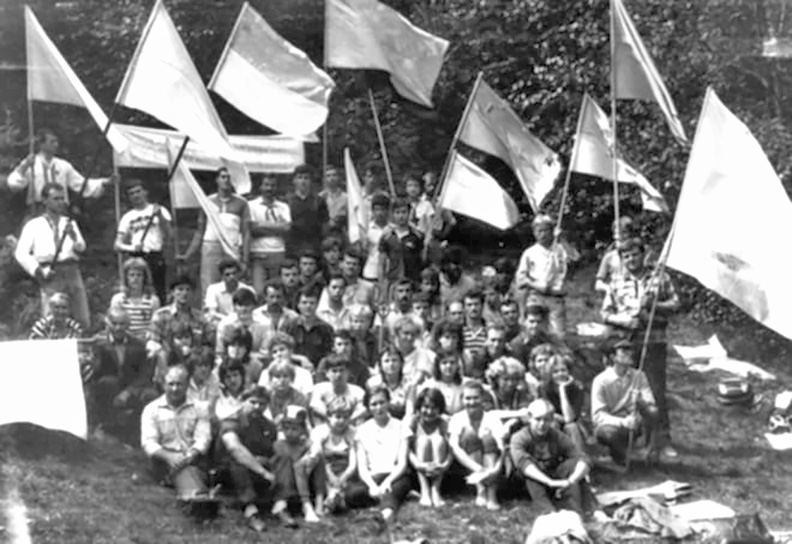
Установчий з'їзд СНУМ на горі Маківка, 1989 рік

У перший день широкомасштабної навали Росії, 24 лютого 2022 року, добровільно зголосився до війська і від 25 лютого 2022 року по сьогодні, є військовослужбовцем Окремої десантно-штурмової 80-ої Галицької бригади. В боях під Бахмутом отримав поранення, нагороджений відзнакою міністра оборони «За зразкову службу» та грамотою бригади за сумлінну службу. Отримав чергове військове звання — старший сержант. Нагороджений відзнакою президента України «За оборону України». Був найстаршим бійцем бойового десантно-штурмового підрозділу, що безпосередньо бере участь у бойових діях, зокрема с. Богородичне, м. Бахмут, село Кліщіївка Донецької обл.